# The New Sounds From Boston – with Charlie Mariano and His Groups
The New Sounds From Boston – with Charlie Mariano and His Groups – album amerykańskiego saksofonisty Charliego Mariano i towarzyszących mu muzyków. Nagrania zebrane na tej płycie, w wyniku zmian w składzie muzyków, dokonane zostały przez trzy różne zespoły, którym za każdym razem liderował Charlie Mariano. Rejestracji dokonano w Bostonie w grudniu 1951. 10" LP ukazał się w 1951 i była to pierwsza płyta Mariano nagrana dla wytwórni Prestige (PRLP 130).
W 1953 ukazała się następna płyta Boston All Stars (PRLP 153). Wspólna reedycja obu LP wydana została przez Prestige
w 1990 jako CD Charlie Mariano Boston All Stars (OJCCD-1745-2 PRLP 130/153)

## Muzycy
Utwory 1–4,7,8 nagrano w składzie:
- Charlie Mariano – saksofon altowy
- Sonny Truitt – puzon
- Joe Gordon – trąbka
- Jim Clark – saksofon tenorowy
- George Myers – saksofon barytonowy
- Roy Frazee – fortepian
- Jack Lawlor – kontrabas
- Gene Glennon – perkusja

Utwór "Mariners" nagrano w składzie:
- Charlie Mariano – saksofon altowy
- Sonny Truitt – puzon
- Jim Clark – saksofon tenorowy
- Dick Twardzik – fortepian
- Jack Lawlor – kontrabas
- Carl Goodwin – perkusja

Utwór "Aviary" nagrano w składzie:
- Charlie Mariano – saksofon altowy
- Joe Gordon – trąbka
- Roy Frazee – fortepian
- Jack Lawlor – kontrabas
- Carl Goodwin – perkusja

## Lista utworów
Strona A
| 1. | "Boston Uncommon" (Masters A) (C. Mariano) | 2:06  |
|    |                                            |       |
| 2. | "Boston Uncommon" (Masters B) (C. Mariano) | 2:06  |
|    |                                            |       |
| 3. | "The Wizard" (Masters A) (Sonny Truitt)    | 2:31  |
|    |                                            |       |
| 4. | "The Wizard" (Masters B) (Sonny Truitt)    | 2:29  |
|    |                                            |       |
| 5. | "Mariners" (Charlie Mariano)               | 3:34  |
|    |                                            |       |
|    |                                            | 12:46 |
|    |                                            |       |
Strona B
| 6. | "Aviary" (C. Mariano)              | 4:11  |
|    |                                    |       |
| 7. | "Tzoris" (autor nieznany)          | 3:28  |
|    |                                    |       |
| 8. | "Autumn in New York" (Vernon Duke) | 3:44  |
|    |                                    |       |
|    |                                    | 11:23 |
|    |                                    |       |